# Дошно
Дошно (укр. Дошне) — село в Велимченской сельской общине Ковельского района Волынской области Украины.
До 2020 года входило в Ратновский район.
Код КОАТУУ — 0724280402. Население по переписи 2001 года составляет 44 человека. Почтовый индекс — 44164. Телефонный код — 3366. Занимает площадь 0,161 км².